# Nadia Tass
Nadia Tassopoulos, dite Nadia Tass, est une réalisatrice et productrice gréco-australienne, née en 1956 à Lofoi (en), dans le district régional de Flórina, en Grèce. Elle a également été actrice à ses débuts.

## Biographie
Nadia Tassopoulos naît en 1956 à Lofoi (en), un village du district régional de Flórina. Sa famille émigre en Australie lorsqu'elle a 7 ans et s'installe à Melbourne.

## Filmographie

### Réalisatrice
- 1986 : Malcolm (en)
- 1988 : Rikky and Pete (en)
- 1990 : The Big Steal (en)
- 1991 : Danger public (Pure Luck)
- 1997 : Amy
- 2001 : Shirley Temple : La Naissance d'une star (Child Star: The Shirley Temple Story) (téléfilm de la collection The Wonderful World of Disney)
- 2003 : L'Amour en cadeau (en) (Undercover Christmas) (téléfilm)
- 2004 : Un voyage à New York (en) (Samantha: An American Girl Holiday) (téléfilm)
- 2005 : Felicity : Une jeune fille indépendante (en) (Felicity: An American Girl Adventure) (téléfilm)
- 2007 : L'Amour d'un père (Custody) (téléfilm)
- 2010 : Matching Jack (en)
- 2012 : Lune de miel tragique (Fatal Honeymoon) (téléfilm)
- 2016 : Lea to the Rescue (An American Girl: Lea to the Rescue)
- 2020 : Isolation Restaurant (court métrage)
- 2021 : Oleg: The Oleg Vidov Story (documentaire sur Oleg Vidov)

### Productrice
- 1986 : Malcolm (en) d'elle-même
- 1988 : Rikky and Pete (en) d'elle-même
- 1990 : The Big Steal (en) d'elle-même
- 1997 : Amy d'elle-même
- 2010 : Matching Jack (en) d'elle-même
- 2012 : Lune de miel tragique (Fatal Honeymoon) (téléfilm) d'elle-même
- 2021 : Oleg: The Oleg Vidov Story (documentaire) d'elle-même

### Actrice
- 1979 : Skyways (série télévisée), 1 épisode : Sarah McGregor
- 1979 : Prisoner (série télévisée), saison 1, 3 épisodes : Tessa
- 1983 : Prisoner (série télévisée), saison 5, 1 épisode : la notaire
- 2020 : Isolation Restaurant (court métrage) d'elle-même : Marina Grant